# Пирожкова, Елена Сергеевна
Елена Сергеевна Пирожкова (после принятия гражданства США — Елена Сергей Пирожков, англ. Elena Sergey Pirozhkov; род. 13 октября 1986 года в Новокузнецке, СССР) — американская спортсменка-борец вольного стиля российского происхождения, чемпионка мира 2012 года.

## Биография
Семья Пирожковых жила в Новокузнецке, занимаясь религиозной пропагандой евангелистского направления. В трехлетнем возрасте с семьёй выехала в США. Семья поселилась в городке Гринфилд, Массачусетс. В религиозной семье Пирожковых было девять детей. В 2006 году Елена получила американское гражданство, а с 2008 года проживает в Колорадо-Спрингс и занимается борьбой в Учебном центре борьбы США. Её тренером является бывший россиянин Владислав Иззи Избойников. В 2003—2005 годах показала хорошие результаты на юниорских чемпионатах США.
Начала выступать за сборную США. Неоднократная победительница Панамериканских чемпионатов.
Участвовала в Олимпиаде-2012 в Лондоне, где уже в первой схватке проиграла Анастасии Григорьевой из Латвии и завершила выступления. Спустя полтора месяца после неудачи на Олимпиаде выиграла золото на чемпионате мира в Стратконе. В 2013 году выиграла бронзу чемпионата мира, а через год — серебро.
Была замужем за американским борцом греко-римского стиля, родившимся на Кубе, Алане Вере. В июне 2024 года, всего за три месяца до смерти Веры, у них родился первый ребенок.